# Fakulta elektrotechniky a informatiky VŠB-TUO
Fakulta elektrotechniky a informatiky (FEI) je jedna z sedmi fakult Vysoké školy báňské – Technické univerzity Ostrava (VŠB–TUO). Fakulta poskytuje studijní programy v bakalářském, (navazujícím) magisterském i doktorském stupni studia. Studenti jsou vyučováni ve všech úrovních studia formou prezenčního i kombinovaného studia. Charakteristický pro fakultu je velký počet zájemců o studium. Absolventi nacházejí uplatnění v rámci celé ČR i v zahraničí. V současné době studuje na fakultě více než 3 100 studentů.
Historie fakulty sahá do roku 1970, kdy vznikl první samostatný studijní obor silnoproudá elektrotechnika. V současnosti je Fakulta elektrotechniky a informatiky progresivní součástí struktury VŠB-TU Ostrava. Vizí fakulty je zajišťovat technické vzdělání absolventů na srovnatelné úrovni, jako je běžná v Evropské unii.

## Členění
Součástí fakulty jsou tyto katedry:
- Katedra elektroenergetiky (410)
- Katedra elektrotechniky (420)
- Katedra elektroniky (430)
- Katedra telekomunikační techniky (440)
- Katedra kybernetiky a biomedicínského inženýrství (450)
- Katedra informatiky (460)
- Katedra aplikované matematiky (470)
- Katedra fyziky (480)

## Studijní programy a obory

### Bakalářské studijní programy
- Aplikovaná elektronika
- Aplikovaná fyzika
- Automobilové elektronické systémy
- Biomedicínská technika
- Biomedicínské asistivní technologie
- Elektroenergetika
- Informatika
- Komunikační a informační technologie
- Počítačové systémy pro průmysl 21. století
- Projektování elektrických systémů a technologií
- Řídicí a informační systémy
- Výpočetní a aplikovaná matematika

### Navazující magisterské studijní programy
- Aplikovaná elektronika
- Aplikovaná fyzika
- Automobilové elektronické systémy
- Biomedicínské inženýrství
- Elektroenergetika
- Informatika
- Informační a komunikační bezpečnost
- Informatika
- Komunikační a informační technologie
- Průmysl 4.0
- Řídicí a informační systémy
- Výpočetní a aplikovaná matematika

### Doktorské studijní programy
- Aplikovaná fyzika
- Bioinformatika a výpočetní biologie
- Elektroenergetika
- Elektrotechnika
- Informatika
- Komunikační technologie
- Kybernetika
- Výpočetní a aplikovaná matematika
- Výpočetní vědy

## Seznam děkanů
- prof. Ing. Pavel Santarius, CSc.: 1991 – 1997
- doc. Ing. Karel Chmelík: 1997 – 2003
- prof. Ing. Ivo Vondrák, CSc.: 2003 – 2010
- prof. RNDr. Václav Snášel, CSc.: únor 2010 – srpen 2017
- prof. Ing. Pavel Brandštetter, CSc.: září 2017 - srpen 2021
- prof. Ing. Jan Platoš, Ph.D. od září 2021

## Vedení fakulty
- prof. Ing. Jan Platoš, Ph.D. – děkan
- doc. Ing. Petr Krejčí, Ph.D. – proděkan pro studium, statutární zástupce děkana
- prof. Ing Radek Martinek, Ph.D. – proděkan pro vědu a výzkum
- doc. Ing. Petr Šimoník, Ph.D. – proděkan pro spolupráci s průmyslem
- doc. Ing. Pavel Krömer, Ph.D. – proděkan pro mezinárodní spolupráci
- Ing. Martina Litschmannová, Ph.D. - proděkanka pro rozvoj
- doc. Mgr. Petr Kovář, Ph.D. – předseda akademického senátu
- Mgr. Kateřina Kašparová – tajemnice